# Прапор Сонячної Долини
Прапор Сонячної Долини — офіційний символ села Сонячна Долина (Феодосійського району АРК), затверджений рішенням Сонячнодолинської сільської ради від 23 січня 2009 року.

## Опис прапора
Прямокутне полотнище зі співвідношенням ширини до довжини 2:3, що складається з двох горизонтальних смуг, розділених ламано — жовтої та зеленої (співвідношення ширин рівне 2:1); у центрі в жовтому полі сходить червоне сонце, над яким червона амфора, обабіч якої йде зелена виноградна лоза з листочками і двома червоними гронами. 